# Hameln
Hameln (in inglese Hamelin) è una città della Germania nel Land della Bassa Sassonia.
È il capoluogo e il centro maggiore del circondario di Hameln-Pyrmont.
Hameln si fregia del titolo di "Grande città indipendente" (Große selbständige Stadt).
La città, che conta poco meno di 60 000 abitanti, è considerata il centro del cosiddetto Rinascimento del Weser, movimento artistico del XVI e XVII secolo che accolse modi italiani e si sviluppò soprattutto nelle costruzioni pubbliche e nelle residenze dei principi.
Hameln deve la sua notorietà anche alla vicenda del cacciatore di topi che si sarebbe svolta in questa città, confluita nella fiaba Il pifferaio di Hamelin.

## Geografia
Hamelin si trova a sud-ovest di Hannover, tra Herford e Hildesheim, nel cuore del Naturpark Weserbergland Schaumburg-Hameln. Il fiume Hamel si unisce al Weser nella città.

## Storia
All'inizio dell'851 fu fondato un monastero. Il villaggio si sviluppò nelle vicinanze e divenne una città nell'XI secolo. Si suppone che l'evento che dà vita alla leggenda del "Pifferaio magico" sia avvenuto nel 1284. Nel XV e XVI secolo, Hameln era membro della Lega Anseatica. La prosperità della città era evidente già nel 1664, quando Hameln divenne una roccaforte ai confini del principato di Calenberg. La battaglia di Hastenbeck ebbe luogo il 26 luglio 1757. Nel 1867 la città divenne prussiana.
Hameln è anche una porta d'accesso al vicino Weserbergland, molto apprezzato dagli escursionisti e dagli amanti della mountain bike.
Dopo la seconda guerra mondiale, la città fu occupata da unità della 9ª armata statunitense. La prigione di Hameln fu utilizzata dalle forze di occupazione britanniche per imprigionare i criminali di guerra tedeschi. Più di 200 di loro furono impiccati lì, tra cui Irma Grese e Josef Kramer.

## Architettura

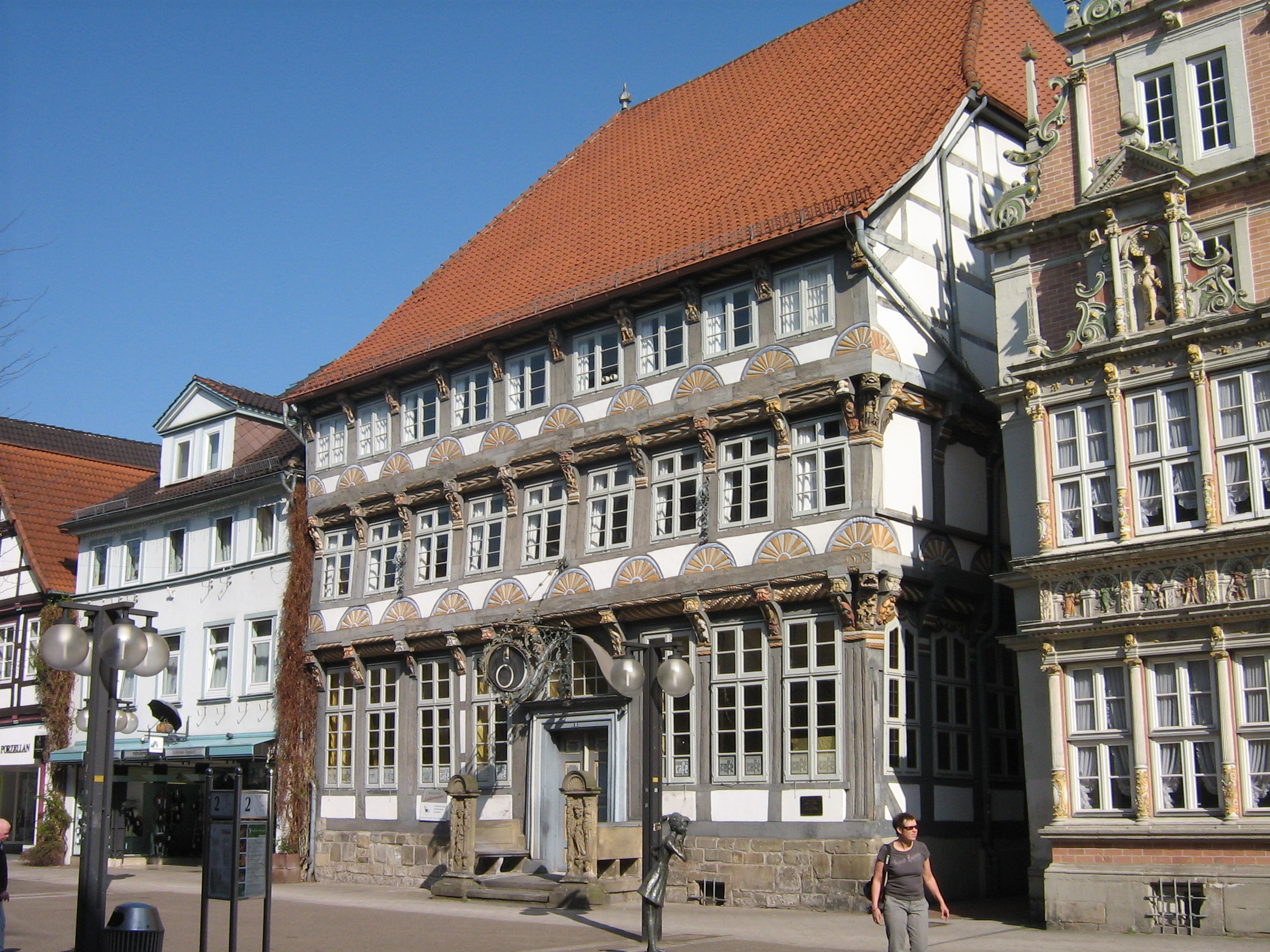
La Stiftsherrenhaus.

L'architettura di forme rinascimentali si caratterizza per la ricchezza di volute, frontoni e sporti delle case in pietra che contornano il Markt, piazza centrale della città.
Il Duomo, già abbazia di monaci agostiniani e oggi chiesa protestante, è un edificio, costruito in diverse epoche, che unisce forme romaniche e gotiche; presenta due torri, una sulla facciata, in stile gotico, l'altra sulla crociera, in stile romanico come l'abside.
La Rattenfängerhaus, letteralmente "casa del prenditore di topi", è un capolavoro del rinascimento tedesco; è datata 1603 con un'alta facciata in pietra e frontone ornato di volute.
La Leisthaus, del 1589, con ricche sculture sulla facciata e frontone a volute, ospita l'Herma Museum.
La Stiftsherrenhaus, con forme di passaggio dal gotico al rinascimentale, ha sculture in legno sulla facciata.
La Hochzeitshaus è un elegante palazzo rinascimentale in pietra con un bel frontone; verso la piazza, un carillon di 39 campane batte le ore a mezzogiorno, mentre si muovono le figurine del celebre flautista magico della favola.

## Aziende
Sul suo territorio ha sede la BHW Bausparkasse, società di servizi finanziari del gruppo Postbank.

## Amministrazione

### Gemellaggi
- Quedlinburg
- Torbay
- Saint-Maur-des-Fossés
- Kalwaria Zebrzydowska